# Раптовий викид вугілля та газу

Раптовий викид вугілля та газу (рос. внезапный выброс угля и газа, англ. sudden outburst of coal and gas, нім. Gas-Kohlen-Ausbruch m) — швидкоплинне руйнування привибійної частини вугільного пласта, що розвивається від вибою в глибину масиву і супроводжується викидом вугілля у виробку на відстань, що перевищує його розміщення під кутом природного укосу, інтенсивним газовиділенням, що перевищує різницю між природною і залишковою газоносністю викинутого вугілля.
Інші характерні ознаки: утворення порожнини; наявність тонкодисперсного вугільного пилу; пошкодження кріплення й устаткування; повітряний поштовх і звукові ефекти в масиві.
Уражаючими факторами є газ і механічне діяння зруйнованої гірничої маси.
Тривалість раптового викиду вугілля та газу — до дек. секунд.

## Ознаки і загальний опис явища
Перед раптовим викидом спостерігається значне підвищення акустичної або сейсмоакустичної активності гірського масиву; затримка віджиму пласта і зближення бічних порід попереду вибою; лущення та «стріляння» порід (берґшляґ) на поверхні виробки; збільшення інтенсивності газовиділення і виходу штибу при бурінні шпурів, розділення вибурених кернів на диски опукло-увігнутої форми. Деякі статистичні дані показують зв'язок Р.в. з планетарними процесами (зокрема положенням Місяця, припливними процесами в земній корі).
Найбільша частина викинутої маси — частинки розміром від декількох мм до десятків мм; серед роздробленої маси зустрічаються окремі великі брили породи або корисної копалини. Для Р.в. у вугільних пластах характерне також утворення тонкого вугільного пилу, так званого скаженого борошна, яке покриває основну масу викинутого вугілля. Інтенсивність Р.в. оцінюється кількістю викинутої корисної копалини та породи.
Відомі раптові викиди інтенсивністю від декількох десятків кг до декількох тисяч т. Раптові викиди інтенсивністю 5–50 т складають близько 65-70 % всіх випадків. Кількість викинутого газу найчастіше складає декілька десятків м3. Найбільший з відомих у світі раптових викидів — 14 тис. т викинутої маси вугілля і близько 600 тис. м3 газу метану стався у 1968 в Україні на Донбасі (шахта ім. Ю.Гагаріна). При цьому було повністю засипано квершлаґ довжиною 650 м, а товщина шару «скаженого борошна» досягала 40 — 50 см. Великий викид вугілля (близько 2 тис.т гірничої маси) стався на ш. «Мушкетівська-Заперевальна» № 1 ВО «Пролетарськвугілля» у 70-х роках XX ст.
Раптові викиди вугілля та газу відбуваються в основному на глибині понад 250 м на пластах потужністю 0,5 — 2,5 м, найчастіше у пластах вугілля марок Ж, К, П; рідше марок А, Г. Всі вугільні пласти, на яких реєструються Р.в., мають порівняно високу газоносність (10 — 30 м3/т). На пластах зі сталим тиском газу менше 0,6 МПа (6 атм) в контрольних свердловинах раптові викиди не спостерігаються. Раптові викиди породи і газу відбуваються в основному на глибині більше 400 м (пісковиків — більше 700 м). Розроблений комплекс заходів щодо прогнозу Р.в. (див. викидонебезпека); розрізнюють види прогнозу: регіональний, локальний і поточний. Основні заходи щодо забезпечення безпечної і ефективної розробки вугільних пластів, небезпечних по Р.в.: випереджувальна відробка захисних пластів; профілактична дегазація вугільного масиву; зволоження нагнітанням води в пласт; стовпова система розробки; щитова, стругова і комбайнова вузькозахопна виїмка вугілля; комбайнове проведення підготовчих виробок; повне обвалення на пологих пластах і повне закладання на крутих; гідровіджим вугілля; гідровимивання випереджальних порожнин і щілин; буріння випереджальних свердловин; камуфлетне висадження; утворення розвантажувальних щілин; застосування випереджального кріплення.
Існує декілька уявлень про механізм Р.в. Відрізняються вони оцінкою участі в Р.в. газу, напружено-деформованого стану масиву, а також фізико-механічних і фізико-хімічних властивостей корисної копалини або породи.